# Десети рођаци
„Десети рођаци“ је југословенски ТВ филм из 1967. године. Режирао га је Даниел Марушић, а сценарио је писао Бранко Белан.

## Улоге
| Глумац          | Улога |
| --------------- | ----- |
| Љубиша Бачић    |       |
| Северин Бијелић |       |
| Карло Булић     |       |
| Дара Чаленић    |       |
| Јожа Рутић      |       |